# Тамара Йохансен
Тамара Йогансен (англ. Tamara Johansen, також відома як ТіДжей) — персонаж науково-фантастичного телесеріалу «Зоряна брама: Всесвіт», роль виконує Елейн Хаффман.

## Біографія
У лікарки Тамари Йогансен слабкий медичний досвід, на базі «Ікар» вона була помічницею головного лікаря доктора Сімма. У якийсь момент вона хотіла подати заяву про тимчасовий відхід з програми Зоряних брам і вступити у військово-медичну школу, проте представниця МНС Камілла Рей відхилила її прохання.
Після того, як доктор Сімм загинув під час нападу на базу, Йогансен виявилася єдиною лікаркою на борту корабля Древніх «Доля». Попри брак медикаментів і досвіду, вона лікує рани і надає медичну допомогу. Вона розробляє нові ліки (знеболююче, наркоз, ліки від вірусу), робить складні операції. Коли у Дейла Волкера розвивається гостра ниркова недостатність, що загрожує йому смертю, ТіДжей проводить пересадку нирки і рятує вченому життя.
Пізніше з'ясовується, що Йогансен вагітна від полковника Янга.
В останній серії першого сезону, коли на «Долю» потрапляє Люціанський союз і намагається захопити корабель, Йогансен поранена в живіт і втратила плід.
У серії «Епілог» з'ясовується, що альтернативна Йогансен, яка з екіпажем потрапила на планету Новус і заснувала там колонію, одружилася з Янгом і народила двох дітей. Через 8 років після прибуття вона померла від невиліковної на той момент хвороби — бічного аміотрофічного склерозу. Дізнавшись про це з історичних записів цивілізації Новус, Йогансен впадає в смуток, адже ні на Землі, ні в базі даних Древніх немає ліків проти цього захворювання. Один з людей Новуса повідомляє: ліки знайдені на їх планеті 200 років тому і зберігаються в архівах. Екіпажу не вдається вчасно скопіювати архіви перед тим, як їх поглинає потік лави. Хоча є варіант спробувати знайти мігруючу цивілізацію Новус, проте пошук кораблів у міжзоряному просторі практично даремний.

## Цікаві факти
- Спочатку планувалося, що Тамара матиме азійські корені, пізніше вирішено змінити їх на кавказькі, однак і цей варіант з часом відхилений. Зрештою обрали прізвище Йогансен, яке поширене в Скандинавії й означає «син Йохана (Джона)».
- Акторка Елайна Хаффман завагітніла незабаром після початку виробництва телесеріалу. Замість приховування творці вирішили вписати її вагітність у сюжет.